# Landtags- und Gemeinderatswahl in Wien 1959
- KPÖ: 3
- SPÖ: 60
- ÖVP: 33
- FPÖ: 4

Die Landtags- und Gemeinderatswahl in Wien 1959 wurde am 25. Oktober 1959 durchgeführt. Die Sozialistische Partei Österreichs (SPÖ) konnte dabei zum zweiten Mal in Folge Gewinne erzielen und legte um 1,8 %-Pkte sowie ein Mandat zu. Mit einem Stimmenanteil von 54,4 % stellte die SPÖ in der Folge 60 der 100 Landtagsabgeordneten. Die Österreichische Volkspartei (ÖVP) verlor hingegen zum zweiten Mal in Folge Stimmenanteil und musste nach dem Verlust von 0,8 %-Pkte zwei Mandate abgeben. Sie erzielte insgesamt 32,4 % und erreichte 33 Mandate. Die Freiheitliche Partei Österreichs (FPÖ), die erstmals antrat, erreichte 8,0 % und zog mit vier Mandaten in den Landtag ein. Gegenüber ihrer Vorgängerorganisation, der Wahlpartei der Unabhängigen (WdU) konnte sich die FPÖ um 3,4 %-Pkte verbessern. Die Kommunistische Partei Österreichs (KPÖ) verlor hingegen 3,0 %-Pkte und büßte die Hälfte ihrer bisher 6 Mandate ein.
Der Wiener Landtag und Gemeinderat der 8. Wahlperiode konstituierte sich in der Folge am 11. Dezember 1959 und wählte an diesem Tag die Landesregierung Jonas III zur neuen Wiener Landesregierung.

## Ergebnisse
|                                                            | Ergebnisse 1959  | Ergebnisse 1959  | Ergebnisse 1959  | Ergebnisse 1954 | Ergebnisse 1954 | Ergebnisse 1954 | Differenzen   | Differenzen   | Differenzen   |
| ---------------------------------------------------------- | ---------------- | ---------------- | ---------------- | --------------- | --------------- | --------------- | ------------- | ------------- | ------------- |
| Wahlberechtigte                                            | 1.230.257        | 1.230.257        | 1.230.257        | 1.197.966       | 1.197.966       | 1.197.966       | + 32.291      | + 32.291      | + 32.291      |
| Wahlbeteiligung                                            | 84,81 %          | 84,81 %          | 84,81 %          | 93,04 %         | 93,04 %         | 93,04 %         | − 8,23 %-Pkte | − 8,23 %-Pkte | − 8,23 %-Pkte |
|                                                            | Stimmen          | %                | Mand.            | Stimmen         | %               | Mand.           | Stimmen       | %-Pkte        | Mand.         |
| Abgegebene Stimmen                                         | 1.043.356        |                  |                  | 1.114.533       |                 |                 | − 71.177      |               |               |
| Ungültig                                                   | 16.911           | 1,62 %           |                  | 35.545          | 3,19 %          |                 | − 18.634      | − 1,57        |               |
| Gültig                                                     | 1.026.445        | 98,38 %          |                  | 1.078.988       | 96,81 %         |                 | − 52.543      | + 1,57        |               |
| Partei                                                     |                  |                  |                  |                 |                 |                 |               |               |               |
| Sozialistische Partei Österreichs (SPÖ)                    | 558.521          | 54,41 %          | 60               | 568.266         | 52,67 %         | 59              | − 9.745       | + 1,74        | +1            |
| Österreichische Volkspartei (ÖVP)                          | 332.027          | 32,35 %          | 33               | 357.944         | 33,17 %         | 35              | − 25.917      | − 0,82        | − 2           |
| Freiheitliche Partei Österreichs (FPÖ)                     | 82.322           | 8,02 %           | 4                | 50.002          | 4,63 %          | 0               | + 32.320      | + 3,39        | + 4           |
| Kommunistische Partei Österreichs (KPÖ)                    | 53.575           | 5,22 %           | 3                | 89.161          | 8,26 %          | 6               | − 35.586      | − 3,04        | − 3           |
| Freiheitliche Sammlung Österreichs (FSÖ)                   | nicht kandidiert | nicht kandidiert | nicht kandidiert | 13.369          | 1,24 %          | 0               | − 13.369      | − 1,24        | ± 0           |
| Radikale Sozialistische Arbeiterbewegung Österreichs (RSA) | nicht kandidiert | nicht kandidiert | nicht kandidiert | 246             | 0,02 %          | 0               | − 246         | − 0,02        | ± 0           |
| nicht mehr kandidierende Parteien                          | nicht kandidiert | nicht kandidiert | nicht kandidiert | 5.856           | 0,51 %          | 0               | − 5.856       | − 0,51        | ± 0           |
| Gesamt                                                     | 1.026.445        | 100,00 %         | 100              | 1.078.988       | 100,00 %        | 100             | − 52.543      |               |               |